# Tête de Ran
La tête de Ran est un sommet du Jura suisse situé dans le canton de Neuchâtel, au sud-ouest du col de la Vue des Alpes. Il culmine à 1 422 mètres d'altitude.
Plusieurs pistes de ski et des remontées mécaniques sont situées sur son versant sud.

## Géographie
La tête de Ran fait partie d'un chaînon du Jura, qui s'étend du sud-ouest au nord-est en passant par le mont Racine, la tête de Ran, le col de la Vue des Alpes, le mont d'Amin pour se terminer à l'ouest du Chasseral. La crête est délimitée au sud-est par le val de Ruz et à l'ouest par la partie haute de la vallée des Ponts et de la Sagne. Au sud-ouest, cette crête demeure à une altitude de 1 400 mètres environ jusqu'au mont Racine.
La tête de Ran se trouve à l'ouest des Hauts-Geneveys et à l'est de La Sagne.

### Géologie
Le sommet de la tête de Ran est constitué par les calcaires de la formation de Reuchenette datée du Kimméridgien sur sa face est et par les calcaires du « Séquanien » sur sa face ouest. À quelques centaines de mètres à l'ouest du sommet affleurent les couches plus anciennes du Jurassique moyen, qui forment le cœur d'un anticlinal. La tête de Ran en elle-même est en fait située sur le flanc sud de l'anticlinal. La ligne de crête de la tête de Ran est par ailleurs affectée par plusieurs décrochements.